# 僕とシッポと神楽坂
『僕とシッポと神楽坂』（ぼくとシッポとかぐらざか）は、たらさわみちによる漫画。『office YOU』（集英社）において、2012年から2017年まで連載された。続編に『しっぽ街のコオ先生』があり、同誌で連載されている。
2018年10月12日より11月30日までテレビ朝日系でテレビドラマ化された。

## あらすじ
前作『MF動物病院』に勤務していたコオ先生が独立して実家のある神楽坂に戻ってきた。尊敬する獣医師の徳丸先生の意志を継ぎ開業医になり、神楽坂を舞台にたくさんの動物達やこの街に暮らす人々とのふれあいなど、神楽坂の街の獣医師として日々奮闘していく。

## 登場人物
高円寺達也
本作の主人公。通称『コオ先生』。
若くてたより無さそうに見えるが獣医師としての腕はかなりのもの。尊敬する獣医師の徳丸先生から病院を受け継ぎ『坂の上動物病院』を開業する。動物に対する健康管理には厳しいが自身の事に関しては不摂生でよくトキワさんに呆れられている。
加瀬トキワ
キャリア10年の優秀なAHT(動物看護師)。
獣医師の夫が海外で行方不明になっていて一人息子の大地を女手一つで育てている。

## 書籍情報
- 『僕とシッポと神楽坂』 集英社 〈オフィスユーコミックス〉 全12巻
  1. 2012年12月25日発売、ISBN 978-4-420-15264-8
  2. 2013年04月25日発売、ISBN 978-4-420-15269-3
  3. 2013年12月25日発売、ISBN 978-4-420-15278-5
  4. 2014年04月25日発売、ISBN 978-4-420-15288-4
  5. 2014年09月25日発売、ISBN 978-4-420-15294-5
  6. 2015年01月23日発売、ISBN 978-4-420-15301-0
  7. 2015年06月25日発売、ISBN 978-4-420-15312-6
  8. 2015年10月23日発売、ISBN 978-4-420-15319-5
  9. 2016年03月25日発売、ISBN 978-4-420-15328-7
  10. 2016年08月25日発売、ISBN 978-4-420-15340-9
  11. 2016年12月22日発売、ISBN 978-4-420-15346-1
  12. 2017年05月25日発売、ISBN 978-4-420-15353-9

## テレビドラマ
テレビドラマ化され、2018年10月12日から11月30日までテレビ朝日系「金曜ナイトドラマ」枠で放送。動物病院に勤務する獣医師が動物や飼い主を通じて交流を深めていく物語として描かれる。主演は相葉雅紀。相葉がテレビ朝日系の連続ドラマに出演するのは2011年2月期に金曜ナイトドラマ枠で放送された「バーテンダー」で主演を演じて以来7年半ぶりとなる。

### あらすじ（テレビドラマ）
高円寺達也は東京・神楽坂にある坂の上動物病院に勤務する獣医師。以前勤務していた動物病院を退職した後、本当なら実家に戻って地元の動物病院で頑張ろうと思っていた矢先に事件が起こる。何と地元の動物病院の院長先生が突然、病院を達也に任せると告げて姿を消してしまったのだ。戸惑う達也ではあったが、一念発起し、神楽坂に住む動物や飼い主の方々と交流を深めていこうと奮闘する。
手術前で不安がいっぱいの飼い主さんに達也が必ずかけてあげる言葉がある。「○○さんの気持ちは受け取りました。頑張ります」。常に飼い主さんと動物たちの心に寄り添い、動物たちのことを愛情を込めて「シッポ」と呼ぶ高円寺達也こと“コオ先生”の優しさが神楽坂の街を温かく包み込んでいく。

### キャスト

#### 主要人物
高円寺達也（こうえんじ たつや）
演 - 相葉雅紀（幼少期：大西利空）
東京・神楽坂にある坂の上動物病院に勤務する獣医師。
以前勤務していた動物病院を退職した後、実家に戻って動物病院を開業する。
常に動物たちとその飼い主さん達の心に寄り添い、動物病院に診察に来る動物たちのことを愛情を込めて「シッポ」と呼ぶ心優しき獣医師である。
加瀬トキワ（かせ ときわ）
演 - 広末涼子
坂の上動物病院に勤務する動物看護師。
とある事情があるため、現在はシングルマザー。1人息子の大地と共に暮らしている。
心優しい、まっすぐな人柄。大地の躾には厳しく「はい、は1回!」が口癖。
得意料理（自称ではあるが）は「煮物」で、大地の健康を気遣って、とのこと（だが、味は微妙らしい）。
すず芽（すずめ）
演 - 趣里
神楽坂の芸者。
達也の母である高円寺貴子から三味線の稽古をつけてもらっている。
幼少の頃から達也に思いを寄せており、達也と同じ動物病院に勤務するトキワのことをライバル視している。
堀川広樹（ほりかわ ひろき）
演 - 小瀧望（ジャニーズWEST）
東都獣医大学の学生。
獣医師である田代真一に感銘を受けて、田代が院長を務めるナルタウン動物病院に研修医として勤務する。
何事も一生懸命で頑張り屋ではあるのだが、出しゃばりすぎて人の話を遮ってしまうという難癖を持つ。
まめ福（まめふく）
演 - 渚（尼神インター）
神楽坂の芸者。
すず芽同様、達也の母である貴子に三味線の稽古をつけてもらっている。
達也との付き合いは長く、貴子、すず芽と共に達也にちょっかいを出しては、達也の反応を面白がっている。
名倉雅彦（なくら まさひこ）
演 - 大倉孝二
フリーライターで達也の幼馴染。
なかなか仕事が入ってこないのか、しょっちゅう達也を誘っては居酒屋で酒を呑んでいる光景を見かける。
陰で達也のことを応援する理解者でもある。
田代真一（たしろ しんいち）
演 - 村上淳
ナルタウン動物病院の医師。腕は確かなのだが、変わり者。
トキワに思いを寄せており、勝手に達也をライバル視している。
神主（かんぬし）
演 - 矢柴俊博
達也の実家近くにある赤城出世稲荷神社の神主。
見た目はいい人なのだが、突如として達也の前に現れては摩訶不思議な言葉を残して立ち去る、という奇妙な行動を取り、達也を大いに惑わす。
口癖は「今日も励めよ」。
加瀬大地（かせ だいち）
演 - 矢村央希（3歳時：荒井悠）
トキワの1人息子。トキワ同様、心の優しい少年。
時折、達也に頼まれては動物の面倒を見たりしている。
佑の連れ子のため、トキワとの血の繋がりはない。
加瀬佑（かせ たすく）
演 - 眞島秀和
トキワの夫。達也と同じく獣医師。
7年前、南米での学会に出席する遊覧飛行中に行方不明になっている。
看板犬・ダイキチ
演 - アトム
坂の上動物病院の看板犬。
実は坂の上動物病院の前で置き去りにされてしまった悲しい過去を持つ。
地域猫・オギ
演 - ミーちゃん
神楽坂に居住している地域猫。
達也の実家、坂の上動物病院、そして赤城出世稲荷神社が大のお気に入り。
高円寺貴子（こうえんじ たかこ）
演 - かとうかず子
達也の母親で三味線の師匠。
自宅で芸者のすず芽に三味線の稽古をつけている。
達也に対しては結婚に関する心配ばかりしているが、優しい性格である達也のことをいつも温かく見守っている。
徳丸善次郎（とくまる ぜんじろう）
演 - イッセー尾形
神楽坂で動物病院を経営する獣医師。
しかし、経営する動物病院に達也が現れた途端、病院を任せると告げて突然姿を消してしまう。

#### ゲスト

##### 第2話
大沢香子（おおさわ かこ）
演 - 喜多乃愛
骨肉腫と診断されたコリー犬「ジュリ」の飼い主。
大沢頼子（おおさわ よりこ）
演 - ホーチャンミ（幼少期：吉岡千波）
香子の母。実は達也のお姉さん。
本田（ほんだ）
演 - 久保酎吉（最終話）
大沢家の運転手。元は達也の運転手。

##### 第3話
小宮千津（こみや ちづ）
演 - 加賀まりこ
扇屋。猫の「カナメ」の飼い主。

##### 第4話
井上早苗（いのうえ さなえ）
演 - 滝沢涼子
老犬「ぐり」の飼い主。
井上和彦（いのうえ かずひこ）
演 - 笠松将
早苗の息子。

##### 第5話
広田咲江（ひろた さきえ）
演 - 池谷のぶえ
すず芽の実母。セキセイインコ「ピースケ」の飼い主。高校の音楽教師。
加瀬正敏（かせ まさとし）
演 - 大森博史（第8話）
佑の父。
加瀬美津子（かせ みつこ）
演 - 一柳みる（第8話）
佑の母。

##### 第6話
大沢伸明（おおさわ のぶあき）
演 - 桜井聖
香子の父。

##### 第8話
井坂蔦子（いさか つたこ）
演 - 山下容莉枝
老犬「タロウ」の飼い主。

### スタッフ
- 原作 - たらさわみち 「僕とシッポと神楽坂」（集英社クリエイティブ「officeYOU」掲載）[10]
- 脚本 - 谷口純一郎[10]、国井桂[10]
- 監督 - 深川栄洋[10] 、飛田一樹、松本喜代美
- 主題歌 - 嵐 「君のうた」（ジェイ・ストーム）[11]
- 音楽 - 林ゆうき
- サウンドデザイン - 石井和之
- 音響効果 - 斉藤昌利（ドリームオン）
- 動物医療監修 - 谷口雅治
- 動物医療技術指導 - 日本動物高度医療センター
- アニマルコーディネート - 湘南動物プロダクション
- ロケ協力 - NPO法人粋なまちづくり倶楽部、一般社団法人谷中のおかって、神楽坂商店街振興組合、神楽坂通り商店会、NPO法人たいとう歴史都市研究所　ほか
- 技術協力 - テイクシステムズ
- 美術協力 - テレビ朝日クリエイト
- VFX - クロフネプロダクト
- ゼネラルプロデューサー - 三輪祐見子（テレビ朝日）
- プロデューサー - 都築歩（テレビ朝日）、松野千鶴子（アズバーズ）、岡美鶴（アズバーズ）
- 制作協力 - アズバーズ
- 制作著作 - テレビ朝日

### 放送日程
| 話数                                                                        | 放送日   | サブタイトル                                               | 脚本       | 監督       | 視聴率 |
| --------------------------------------------------------------------------- | -------- | ---------------------------------------------------------- | ---------- | ---------- | ------ |
| 第1話                                                                       | 10月12日 | 若き獣医師がつむぐ心温まる感動の物語                       | 谷口純一郎 | 深川栄洋   | 6.6％  |
| 第2話                                                                       | 10月19日 | 延命か断脚か? 家族が選ぶ幸せのカタチ… 病を治し、心を癒やす | 谷口純一郎 | 深川栄洋   | 5.4％  |
| 第3話                                                                       | 10月26日 | たった一人の家族の命…絶対守りたい!!                        | 国井桂     | 深川栄洋   | 4.9％  |
| 第4話                                                                       | 11月02日 | 救いたい!! 可能性がある限り                                | 谷口純一郎 | 飛田一樹   | 4.3％  |
| 第5話                                                                       | 11月09日 | 嵐を呼ぶインコ!? 2人が急接近                               | 国井桂     | 松本喜代美 | 5.0％  |
| 第6話                                                                       | 11月16日 | 小さな命を緊急オペ 2人の恋に急展開!!                       | 谷口純一郎 | 深川栄洋   | 4.7％  |
| 第7話                                                                       | 11月23日 | 超難関オペに挑む!! 最後の衝撃的展開!!                      | 谷口純一郎 | 深川栄洋   | 4.9％  |
| 最終話                                                                      | 11月30日 | さよならコオ先生…運命の最終オペ…!!                         | 谷口純一郎 | 深川栄洋   | 6.2％  |
| 平均視聴率 5.3%（視聴率はビデオリサーチ調べ、関東地区・世帯・リアルタイム） |          |                                                            |            |            |        |

### 受賞
- 18年度 日刊スポーツ・ドラマグランプリ 秋ドラマ
  - 作品賞
  - 主演男優賞（相葉雅紀）
  - 助演女優賞（広末涼子）